# Vallée de la Trouille
Vallée de la Trouille este o arie protejată (arie specială de conservare — SAC, sit de importanță comunitară — SCI, arie de protecție specială avifaunistică — SPA) din Belgia întinsă pe o suprafață de 1.280,23 ha, integral pe uscat.

## Localizare
Centrul sitului Vallée de la Trouille este situat la coordonatele 50°24′00″N 3°57′15″E / 50.400007°N 3.954257°E.

## Înființare
Situl Vallée de la Trouille a fost declarat arie de protecție specială avifaunistică în decembrie 2016 pentru a proteja 19 specii de animale. Alte tipuri de protecție:
- sit de importanță comunitară (în octombrie 2002)
- arie specială de conservare (în decembrie 2016)[1][3][4]

## Biodiversitate
Situată în ecoregiunea atlantică, aria protejată conține 10 habitate naturale: Lacuri eutrofice naturale cu vegetație de tip Magnopotamion sau Hydrocharition, Cursuri de apă de la nivel de câmpie la nivel montan, cu vegetație Ranunculion fluitantis și Callitricho-Batrachion, Pajiști uscate seminaturale și facies de acoperire cu tufișuri pe substraturi calcaroase (Festuco-Brometalia) (* situri importante pentru orhidee), Liziere de ierburi înalte hidrofile de câmpie și de nivel montan până la alpin, Fânețe de joasă altitudine (Alopecurus pratensis, Sanguisorba officinalis), Izvoare petrifiante cu formare de travertin (Cratoneurion), Păduri de fag acidofile atlantice, cu subarboret de Ilex și, uneori, de asemenea, Taxus, la nivelul arbuștilor (Quercion robori-petraeae sau Ilici-Fagenion), Păduri de fag Asperulo-Fagetum, Păduri pe pante, grohotișuri și ravene de Tilio-Acerion, Păduri aluvionare cu Alnus glutinosa și Fraxinus excelsior (Alno-Padion, Alnion incanae, Salicion albae).
La baza desemnării sitului se află mai multe specii protejate:
- păsări (8): pescăruș albastru (Alcedo atthis), rață pitică (Anas crecca), erete de stuf (Circus aeruginosus), erete vânăt (Circus cyaneus), erete cenușiu (Circus pygargus), ciocănitoare neagră (Dryocopus martius), becațină comună (Gallinago gallinago), viespar (Pernis apivorus)
- amfibieni (2): Bufo calamita, triton cu creastă (Triturus cristatus)
- mamifere (5): liliac cu urechi mari (Myotis bechsteinii), liliac de iaz (Myotis dasycneme), liliac cărămiziu (Myotis emarginatus), liliac comun (Myotis myotis), liliacul mare cu potcoavă (Rhinolophus ferrumequinum)
- nevertebrate (2): fluturele-tigru (Callimorpha quadripunctaria), Vertigo moulinsiana
- pești (2): zglăvoacă (Cottus gobio), Rhodeus sericeus

Pe lângă speciile protejate, pe teritoriul sitului au mai fost identificate 7 specii de plante, 8 specii de amfibieni, 10 specii de mamifere, 5 specii de nevertebrate, 2 specii de reptile.